# Peleteria pumila
Peleteria pumila là một loài ruồi trong họ Tachinidae.